# The Singer
The Singer es el séptimo álbum de la cantante y actriz estadounidense Liza Minnelli. Es un hito en la carrera musical de Minnelli ya que es su único álbum de estudio (no banda sonora) que logró entrar en el Top 40 del Billboard 200. También alcanzó el puesto número 45 en el UK Albums Chart. El álbum fue reeditado como disco compacto por Cherry Red Records con cuatro canciones adicionales.
- Ingeniero: Lenny Roberts
- Arreglos: Al Capps
- Arreglos vocales: Marvin Hamlisch
- Director artístico: Ron Coro
- Fotografía: Alan Pappé

## Lista de canciones
| N.º   | Título                            | Escritor(es)                    | Duración |  |
| 1.    | «I Believe in Music»              | Mac Davis                       | 3:37     |  |
| 2.    | «Use Me»                          | Bill Withers                    | 3:39     |  |
| 3.    | «I'd Love You to Want Me»         | Lobo                            | 3:36     |  |
| 4.    | «Oh, Babe, What Would You Say?»   | Eileen Sylvia Smith             | 3:31     |  |
| 5.    | «You're So Vain»                  | Carly Simon                     | 3:30     |  |
| 6.    | «Where Is the Love?»              | Ralph MacDonald, William Salter | 3:49     |  |
| 7.    | «The Singer»                      | Walter Marks                    | 2:31     |  |
| 8.    | «Don't Let Me Be Lonely Tonight»  | James Taylor                    | 3:51     |  |
| 9.    | «Dancing in the Moonlight»        | Sherman Kelly                   | 3:19     |  |
| 10.   | «You Are the Sunshine of My Life» | Stevie Wonder                   | 2:36     |  |
| 11.   | «Baby Don't Get Hooked on Me»     | Mac Davis                       | 2:52     |  |
| 35:27 |                                   |                                 |          |  |

| Expanded Edition (bonus tracks) |                                   |                       |          |  |
| N.º                             | Título                            | Escritor(es)          | Duración |  |
| 12.                             | «Mr. Emery Won't Be Home»         | B. Stone              | 2:48     |  |
| 13.                             | «All That Jazz» (de Chicago)      | John Kander, Fred Ebb | 3:05     |  |
| 14.                             | «My Own Best Friend» (de Chicago) | J. Kander, F. Ebb     | 3:10     |  |
| 15.                             | «Me And My Baby» (de Chicago)     | J. Kander, F. Ebb     | 1:53     |  |

- Datos: Q2414234